# Anyphops kivuensis
Anyphops kivuensis är en spindelart som beskrevs av Benoit 1968. Anyphops kivuensis ingår i släktet Anyphops och familjen Selenopidae.
Artens utbredningsområde är Kongo. Inga underarter finns listade i Catalogue of Life.